# 平井伸治
平井伸治（日语：／ Hirai Shinji，1961年9月17日—）是日本一名出身自治、總務省的官僚，自2007年起任職鳥取縣知事。平井在任期內以出演綜藝節目和說雙關語等各種手法推廣鳥取縣，獲得縣內廣泛支持，曾在連續四屆知事選舉中當選，當中在2019年的選舉中取得了92.26%的高得票率，以四屆的任期並列為鳥取縣史上任期最長的知事。

## 生平

### 早期經歷
平井於1961年在東京都千代田区外神田六丁目出生，父親是一名律師，曾就讀位於秋葉原的芳林小學。平井本來曾想過跟隨父業當一名律師，但因為得知可以免費參加公務員測驗，於是在朋友支持下參加並獲得了内定。1984年畢業自東京大學法學部後，入職自治省，其後曾先後於兵庫縣和福井縣工作。1995年9月，平井被派遣至美國聯邦選舉委員會進行對美國選舉制度地方分權的研究，半年後轉至加利福尼亞大學柏克萊分校擔任政府制度研究所客座研究員。1999年，平井轉任鳥取縣總務部長，兩年後升任副知事，成為日本全國最年輕的副知事。2005年，兼任總務省選舉部政黨助成室長，次年再次赴美出任自治體國際化協會紐約事務所長，至2006年自總務省退職。

### 當選鳥取縣知事後
2007年，平井當選鳥取縣知事。當年鳥取縣的人口首次跌破60萬人，從縣外遷入的人口大多數為退休人士，增加了縣的醫療和長期照護等開支。面對人口減少和少子高齡化問題，平井上任後建立支援遷入人口的組織，推動家居翻新工程，又推出供有意遷入者短期試住的住宅，和改善縣內育兒政策，此外亦在金錢和就職方面上支援對農林水產業有興趣的人士。2015年，鳥取縣出生率由2008年日本全國排名第17位的1.43升至全國第4位的1.69，每年遷入鳥取縣的人口也由平井當選時的65人升至1,952人，當中約七成是20至30歲的年輕人。
平井也積極推動鳥取縣觀光事業，例如先後在2014年和2017年將鳥取縣包裝成「蟹取縣」和「星取縣」，此舉在Twitter上一度引起話題。此外有見水木茂、青山剛昌和谷口治郎等不少漫畫家都是出身鳥取縣，故在任內分別將米子機場和鳥取機場改名為「米子鬼太郎機場」和「鳥取沙丘柯南機場」，成為日本全國唯一用漫畫人物命名機場的縣，當中「鳥取沙丘柯南機場」更成功製造話題，吸引漫畫迷前往朝聖，平井本人亦穿上柯南服裝出席機場翻新後的開幕典禮。
平井又被稱為「雙關語知事」。在2013年，因鳥取縣當時為日本全國唯一沒有星巴克分店的縣，平井在電視節目上以諧音說笑稱鳥取縣「雖然沒有星巴克（ Sutaba），但是有日本最大的砂場（ Sunaba），那就是鳥取砂丘」，獲得了出身鳥取縣的國會議員石破茂的讚賞。在平井說出這句話的兩年後，當地企業在鳥取站附近開了一間「砂場咖啡店」（ Sunaba Kōhī），並在翌年星巴克於縣內開店後推出推廣活動與其競爭。此外，他又曾以鳥取縣的特色玩上「雖然有蟹（ Kani），但是沒錢（ Kane）」、「沒有7-Eleven（ Sebun-Irebun）但心情（ Kibun）也能變好」，還有「沒有唐吉訶德（ Don-Kihōte）但還是可以悠閒地（ Nonki）過生活」等自虐式的文字遊戲。對此，平井表示這是一種宣傳策略，透過自嘲和適當運用炎上來達到宣傳效果，並舉例稱智頭急行將智頭線上的戀山形站塗成粉紅色曾經引起網上批評，但之後吸引了很多人到訪該站。
平井亦能操多國語言。2014年，平井在韓國江原道議會上以韓語就鳥取縣和江原道20年來的交流和緊密關係作演說。2018年，平井出席北京舉行的首屆日中第三方市場合作論壇時，在台上幾乎全程以漢語進行演說，贏得了中方與會者的熱烈鼓掌。2019年，平井在訪問新加坡的時候也曾以漢語和英語宣傳鳥取縣。此外，平井也精通手語，在大學時代曾有過手語傳譯的經驗。除了在2013年推進並制定《手語語言條例》（手話言語条例），令鳥取縣成為日本全國首個認定手語為一種語言的縣之外，平井在2016年又發起了「推廣手語的知事之會」（手話を広める知事の会）並擔任會長，兩年後全國47個都道府縣的知事都加入了該會。

## 著作
- 《細小也能取勝 「砂丘之國」的積極戰略》（2016年）[28]

## 延伸閱讀
- 平井伸治. . 言論NPO. 2008-02-02 （日语）.
- . 事業構想大学院大学. 2015-09  [2020-04-04]. （原始内容存档于2016-04-21） （日语）.

## 外部連結
- 鳥取縣知事網站：知事のページ （页面存档备份，存于） （日語）

| 官衔            | 官衔                               | 官衔            |
| --------------- | ---------------------------------- | --------------- |
| 前任： 片山善博 | 鳥取縣知事 民選第17-20任：2007年 - | 繼任： （現職） |